# Bakkerskil (Krimpenerwaard)

De Bakkerskil is een zijstroom van de Nieuwe Maas. Het is een vaarwater vanaf de Nieuwe Maas boven het eiland De Zaag langs en na de brug van de Krimpenerwaard naar het eiland de Sliksloot heet. CEMT-klasse III, klasse 0 over de middelste 950 m.
De Bakkerskil ligt na de dijkverzwaring rond 2007 vol met aanlegsteigers, vaartuigen, boothuizen en woonboten.
De vaarweg wordt voornamelijk gebruikt door schepen in de pleziervaart, omdat op 2 km een vaste brug, wijdte 14 m en doorvaarthoogte NAP +3,40 m, te laag is voor de meeste schepen in de beroepsvaart. Bij hoog water, gemiddeld NAP +1,13 m blijft er te weinig doorvaarthoogte over. Laag water NAP -0,17 m. Vaarwegdiepte NAP -3,50 m. Deze route maakt het mogelijk om vanaf de Lek naar de Hollandse IJssel te varen zonder daarbij over de Nieuwe Maas te moeten, met zeer druk scheepvaartverkeer met grote schepen.